# Charmes (Vosgi)
Charmes è un comune francese di 4 557 abitanti situato nel dipartimento dei Vosgi nella regione del Grand Est.

## Società

### Evoluzione demografica
Abitanti censiti